# Амангельдин, Дамир Равильевич
Аманге́льдин Дами́р Равильеви́ч (род. 27 января 2002, Алма-Ата, Казахстан) — казахстанский актёр театра и кино, стендап комик.

## Биография
Родился 27 января 2002 года в городе Алматы. Окончил школуплицей № 64 в 2020 году. Во время учёбы входил в состав команды «КВН», был членом студенческого совета, играл в театре-студии «Graviton» под руководством С. В. Цих. Вошёл в состав команды КВН «Столичные Люди» и долгое время играл в составе сборной школы по КВН «Сборная 64 школы-лицея». Стендапом начал заниматься благодаря столичным мероприятиям.
В 2016 году вошёл в состав молодой студии Академической творческой студии «Graviton» в Нур-Султане под руководством Станислава Владимировича Цих. В 2017 году был приглашён в новогодний моноспектакль «Щелкунчик» этого театра, где также занят в спектаклях «Время Романтиков», Шекспира в роли Ромео, «Алиса в стране чудес» в роли автора-чтеца.
Сыграл главную роль в телесериале Светланы Петрийчук «Бессонница» (2018).

## Карьера
Победитель Международного конкурса юных чтецов «Живая Классика».
В 2015—2017 годах работал в театре «Graviton» в городе Нур-Султан.
7 апреля 2019 года вышел дебютный альбом Амангельдина — «Стихи любимого поэта».
В 2020 году был приглашен в российскую психологическую драму «Вирус».
В 2024 году стал амбассадором бритв Gilette на территории Центральной Азии.

## Театральные работы

### Театр «Graviton»
- 2017 — «Щелкунчик» по балету П. И. Чайковского, режиссёр Станислав Цих — Щелкунчик.
- 2016 — «Алиса в стране чудес» — Автор, рассказчик.
- 2016 — «Ромео и Джульетта» — Ромео.
- 2016 — «Время романтиков» по трагедии Уильяма Шекспира «Ромео и Джульетта», режиссёр Станислав Цих — Ромео
- 2016 — «Щелкунчик. Новогодний» по балету П. И. Чайковского, режиссёр Станислав Цих — Щелкунчик.

## Фильмография
- 2017 — Путешественник. Начало — Внук дедушки[источник не указан 77 дней]
- 2017 — Путь лидера. Астана — Сын Алимжана[источник не указан 77 дней]
- 2017 — Живая Классика — Чтец[источник не указан 77 дней]
- 2018 — Бессонница — Дастан[источник не указан 77 дней]
- 2019 — I love NS — Ботан[источник не указан 77 дней]
- 2019 — Минус 18 — Дамир[источник не указан 77 дней]
- 2020 — Туча — Рэкет[источник не указан 77 дней]
- 2020 — Вирус — Тимур[источник не указан 77 дней]
- 2023 — Чёрный двор — Масяня[15]
- 2023 — Meow — Мирас[15]
- 2024 — Приговор — Куба[15]
- 2024 — Музыка времени — Азамат[источник не указан 77 дней]